# Carlo Jones and The Surinam Kaseko Troubadours
Carlo Jones & The Surinam Kaseko Troubadours, que traduce al español «Carlo Jones y los trovadores kaseko de Surinam» es una banda musical en Surinam, que es considerada como una leyenda de la música, liderada por Carlo Jones un conocido saxofonista que ha sido músico casi toda su vida.
Carlo inició su carrera cuando era niño, cuando tocaba los instrumentos de su padre, mientras él no estaba en casa; posteriormente ya adolescente, actuó en numerosas fiestas para mujeres mayores que le hacían perder el día de escuela siguiente.  Se unió a la fuerza policial para tocar el clarinete y el saxofón tenor en la banda institucional y más tarde fue pedido por la banda del ejército para unirse a sus filas.
Durante el día, Jones, fue soldado y realizaba marchas militares y por la noche conducía frenéticas fiestas, sentado en quioscos de música como los de los Rhythm Makers y Kaseko Masters.
A mediados de los años setenta Carlo Jones emigró a Europa, donde tocó en numerosas bandas hasta que finalmente se convirtió en el líder de los «The Surinam Kaseko Troubadours», fundada por su difunto padre como «Baas Jones & The Band Anita».
A pesar de que la banda existe desde hace mucho tiempo el estrellato no llegó hasta 1993 cuando el grupo «Baas Mal & the Surinam Boys» no pudo llegar a un concierto que tenía programado en Países Bajos y Carlo Jones & The Surinam Kaseko Troubadours los sustituyeron y fueron dados a conocer en las radios neerlandesas y belgas.
Desde ese momento la banda no sólo es conocida en Surinam, sino también en toda Europa.
La similitud con el jazz de Nueva Orleans sigue siendo muy notable en la música de los trovadores, sobre todo en la melodía y la contra-melodía de los vientos,
 incluso Carlo Jones habla de sus miembros de la banda como músicos de jazz.